# レ・ザンティテール
レ・ザンティテール（Les Identitaires）（一時期はブロック・アイデンティテール – ヨーロッパ社会運動（BI）としても知られていた）は、2002年に設立され、2009年に政党に転換したフランスの極右政治運動である。政党に転換後、この運動は一部の選挙や選挙運動に参加しつつ、活動家的な手法や象徴的な行動を優先し続けている。
2002年8月30日に設立されたこの運動は、フランスにおけるアイデンティタリアン運動の一部である。非欧州からの移民の継続、イスラム教に反対し、「大置換」という人種差別的な理論を採用している。伝統的な極右や民族革命主義者とは異なり、あらゆる形態の反ユダヤ主義や反シオニズムを拒否すると主張している。
郷土愛、歴史的ナショナリズム（国民国家に対応）、ヨーロッパ・ナショナリズムを標榜している。ドミニク・ヴェネール、ピエール・ヴィアル、ギヨーム・ファイがこの運動の主な思想的指導者である。
この運動はメディアによって極右 、アイデンティタリアン、ナショナリズムと評されている。また、白人ナショナリスト、ネオファシスト、人種差別主義者、イスラム嫌悪者とも呼ばれている。
その青年運動であるジェネラシオン・アイデンティテール（GI: Génération identitaire）は、2012年のポワティエ大モスク建設現場占拠のように、象徴的な行動を定期的に行っている。2016年には自立し、2021年にフランス政府の命令で解散された。

## 歴史

### 創設
2002年8月、2002年7月14日のパレード中に、共和国運動（MNR）のメンバーで統一急進派のシンパであったマキシム・ブルヌリーによるフランス共和国大統領ジャック・シラクに対する暗殺未遂事件が発生し、統一急進派（Unité radicale）は解散した。統一急進派自体は、新抵抗運動／青年抵抗運動／抵抗サークルの連合と、防衛連合グループ（GUD）という二つの潮流の統合から生まれたものであった。統一急進派はさらに、L'Œuvre françaiseやPNFE（フランス・ヨーロッパ民族主義党）のような他の急進的な極右小グループの離反者を惹きつけており、「彼らは元組織の不活発さ、民俗主義、過去への固執を批判していた」。マリー＝オディル・ベルテラ＝ジェフロワ判事によって行われた捜査の結論は、2004年7月に発表され、その行為は孤立したものであり、政治的目的はなかったと断定された。
統一急進派の指導者であるファブリス・ロベールとギヨーム・リュイトは、直後にウェブサイト「les-identitaires.com」と協会「レ・ザンティテール」の立ち上げに参加した。BIは2002年8月30日にサロン＝ド＝プロヴァンスで設立され、ギヨーム・リュイトとファブリス・ロベール、そしてフィリップ・ヴァルドン、オリヴィエとリシャール・ルーディエ、アンドレ＝イヴ・ベックを含む13人が参加した。ファブリス・ロベールはBIの会長となり、ギヨーム・リュイトは副会長となった。以来、この運動は正常化の途上にあり、その活動家の大多数は統一急進派に所属したことがない。

### 選挙結果
BIは、2005年6月12日にニースで、関連団体Nissa Rebelaを通じて初めて選挙に立候補した。第7区の県議会選挙に候補者を擁立し、85票（有効投票数の1.9%）を獲得した。
2008年、ニース市議会選挙で筆頭候補だったフィリップ・ヴァルドンは3.0%の票を得た。一方、ニース第6区の県議会選挙候補者ブノワ・ロイエは5.1%を獲得した。2009年9月、同じ選挙区で行われた補欠選挙で、ブノワ・ロイエは7.7%を獲得し、国民戦線（FN）候補（7.8%）にわずか5票差であった。
BIは、2009年10月にオランジュで開催され、約600人の活動家が集まった大会で、政党への転換を発表した。当時、2,000人の党員を主張していた。
2010年の地方選挙では、この運動はいくつかのリストを支持した。その中には以下のものが含まれる。
- プロヴァンス＝アルプ＝コート・ダジュール地方では、ジャック・ボンパール率いるLigue du Sudのリストが、地方レベルで2.7%の票を獲得し、ヴォクリューズ県では8.4%を獲得した[26]。
- アルザスでは、ジャック・コルドニエ率いるAlsace d'abordのリストが5.0%の票を獲得した。これは2004年の地方選挙の第一回投票で得られた結果（9.4%）と比較して減少している[27][28]。
- ラングドック＝ルシヨン地方では、「Ligue du Midi」のリストが0.7%の票を獲得した[29]。

2017年、ファブリス・ロベールは、レ・ザンティテールが「国民戦線とのあらゆる選挙での対決を停止した」と述べた。

### 名称変更
2016年7月23日、この運動は名称を「レ・ザンティテール」に変更することを決定した。この名称は2002年の設立当初から使用されていたものである。

## イデオロギー
この運動は、極右のイデオロギー体系において多様な位置付けにある。

### 民族差異主義
政治学者ステファン・フランソワによれば、BIは「2003年4月に現れたフランス極右の一潮流であり、その思想は1980年代後半から既に存在していた」という。彼によると、ブロックは「民族社会主義」を標榜しており、これは対敵協力者でフランスの武装親衛隊員であった作家サン＝ルー、別名マルク・オージェに触発されたもので、ユダヤ人やイスラム教徒を排除する社会援助の原則に基づいて機能するとされる。豚肉入りの無料給食の配布がその例である。政治学者ステファン・フランソワによれば、「アイデンティタリアンは、フランスの作家マルク・オージェ、通称サン＝ルーの明らかな影響下にある、一種の『民族社会主義』を擁護している。これは、『我々自身』、つまり表現上の人種的な意味での『我々自身』を、『他の人々』よりも優先して助ける、という形で要約できる」。
BIの教義的基盤は、GRECEのような新右翼グループの著作に由来する。BIは、白人協会代表評議会を設立した。アイデンティタリアンは「民族虐殺と見なされる異種交配、そしてヨーロッパの植民地化と見なされる移民を拒否する」と主張している。彼らは「反フランス人種差別」の存在を組織的に提起している。ステファン・フランソワは、この「民族混合への恐怖」を「異種混合嫌悪的言説」と呼んでいる。BIは、非ヨーロッパ系移民の「リマイグレーション」を主張している。フランソワによれば、アイデンティタリアンは時に「同じアイデンティティ的な世界観と反ユダヤ主義を共有する、しかし『人種的な』敵との同盟関係を築いてきた。これはTribu Kaとその分派の場合がそうであった」。

### 「大置換」陰謀論
極右を専門とする政治学者ジャン＝イヴ・カミュは、2010年の当初、BIを極右ではなく、「右翼の中の右翼」あるいは「急進右翼」に分類していた。彼にとって、「BIは、その出自である古い急進的な極右の装飾を剥ぎ取ったポピュリズムと、イタリアの北部同盟のように、このアイデンティティの問題を調和させようとしている」。彼の見解では、「尊敬の念を求める探求」において、「反ユダヤ主義と反シオニズムとの差別化」を図っており、そして「主にヨーロッパにおけるイスラムの成長と、多文化主義の崩壊的な性質に懸念を抱いている」。2018年、ジャン＝イヴ・カミュは、アイデンティタリアンの進化を理由に、彼らを極右に位置付けている。「政治的計画の面で、国民戦線とアイデンティタリアンは、『大置換』のテーゼをますます共有している。この理論は、主権主義者でアイデンティタリアンの作家ルノー・カミュによって普及したものである。それは、フランス国民の民族的・宗教的基盤が、非ヨーロッパ系の定住移民のために完全に性質を変えつつあると主張する。極右の二つのサブファミリーは、この状況への対応方法において異なる点を有している」。ジャン＝イヴ・カミュは、「このプログラムの多様な要素が、BIとその幹部を、マリーヌ・ル・ペンやフロリアン・フィリッポの立場よりも、マリオン・マレシャル＝ル・ペンの立場を断固として支持する方向へと導いている」と付け加えている。

### イスラム教の拒絶
レ・ザンティテールは2010年12月に、Riposte laïque協会と提携して「わが国のイスラム化に関する国際シンポジウム」を開催した。彼らは当初、アラン・ド・ブノワのGRECEの流れを汲む異教徒のアイデンティティを主張していたが、その後、イスラム教から守るべきカトリックのアイデンティティを主張するようになった。
レ・ザンティテールはイスラム教に執着していることで知られているが、社会学者エマニュエル・カサジュスによれば、彼らのイスラム嫌悪的な言説は実際には戦術的な必要性に従っている。「人種差別を擁護するよりも、ある宗教の闇とされているものと戦う方が容易である」。レ・ザンティテールは、イスラム教そのものよりも、多くの移民が非ヨーロッパ出身であることに懸念を抱いている。彼らがイスラム教を強調するのは、人種差別主義者と分類されることを恐れているからである。

### インスピレーションと参考文献
ドミニク・ヴェネール、ピエール・ヴィアル、ジャン・オーディがこの運動の主な参考文献である。
The Conversationによると、アイデンティタリアンは、反グローバリゼーションやイスラム化への反対など、国民戦線と多くのテーマを共有しているが、他の影響もこの運動に及んでいる。非マルクス主義社会主義者、イタリアの共産主義者アントニオ・グラムシの文化的ヘゲモニーに関する理論、カトリック社会教義、スイスの直接民主制、フランス新右翼がアイデンティタリアンに影響を与えている。国民戦線とは異なり、アイデンティタリアンは中央集権国家のフランス的アイデンティティに基づかず、ブルターニュのナショナリスト、ヤン・フーエレの「100の旗を持つヨーロッパ」に触発された、ヨーロッパ大陸への忠誠を持つ地域的アイデンティティに基づいている。
党のロゴは、2001年にギヨーム・ファイが出版した著書『我々は何のために戦うのか』の表紙にちなんで、様式化されたイノシシを表している。
BIはまた、スパルタを参照してラムダをシンボルとして使用している。スパルタは、この運動にとって、「他者」に認識される脅威に対してヨーロッパのアイデンティティを守るという考えを体現する都市である。
2011年、GRECEが夏期大学を開催するロクファブール城で夏期大学を開催した。

### 哲学、心理学、精神分析、宗教
この運動は、イスラム教とその歴史に対する批判において、ギヨーム・ファイの著作から影響を受けており、カリフ制とヨーロッパへのイスラムおよびアラブ移民との間の関連性を主張している。また、イスラム主義に関してはアンヌ＝マリー・デルカンブルのような他の著者からも影響を受けているが、西洋、ヨーロッパ、イスラムの相互作用についてはジャック・ヘールス、そして最近ではシルヴァン・グーグンハイムからも影響を受けている。

## 他党との関係
レ・ザンティテールは、急進的な右翼の一部、特に国民運動連合との接近によりフィリップ・ド・ヴィリエとそのフランスのための運動の支持者の不満、および国民戦線の再編に期待している。大会で、2010年の地方選挙でラングドック＝ルシヨン地方における南部同盟の筆頭候補であったリシャール・ルーディエは、ジャン＝マリー・ル・ペンを暗に非難した。
「国民戦線は、第二次世界大戦に関する党首の発言によって、アイデンティティの概念を汚した。この運動は、それを『正式かつ絶対的に非難する』」。専門家によると、BIはフィリップ・ド・ヴィリエとジャン＝マリー・ル・ペンの間に位置することを望んでいる。
この運動は、2012年の大統領選挙におけるアルノー・グイヨンの立候補を支持した。しかし、2011年9月には、500人の推薦人を集めることが不可能であったこと、また2012年の立法議会選挙と2014年の市議会選挙におけるフィリップ・ヴァルドンと国民戦線との間で可能な合意を考慮して、この計画を断念した。2011年10月8日、この運動は「脱グローバル化」の概念を支持するために、社会党の予備選挙でアルノー・モンブールに投票するよう呼びかけた。
2012年1月24日、この運動は内部協議を行い、その結果、会員の大多数（62.64%）が大統領選挙における投票指示なしの決定を下した。それにもかかわらず、フィリップ・ヴァルドンが率いるニースのグループNissa Rebelaは、この選挙でマリーヌ・ル・ペンを支持した。
この運動は、2014年の欧州議会選挙で初めて国民戦線に投票するよう呼びかけた。

## ロビー活動

### Sniperに対する批判
2003年、BIは、ラップグループSniperのコンサート開催を禁止するよう議員らに集中的なロビー活動を行った。同グループは「反フランス的」かつ反白人人種差別的であると非難されていた。警察労組FOは当時、内務大臣ニコラ・サルコジに対し、同グループを告訴するよう求めた。ナディーヌ・モラノ議員からの質問に対し、ニコラ・サルコジは、「この種の歌詞は三重にスキャンダラスである。反ユダヤ主義的、人種差別的、そして侮辱的だ」と述べた。

### チェザーレ・バッティスティへの反対
2004年、祖国で複数の強盗と殺人の罪で有罪判決を受けた、共産主義武装プロレタリアート（PAC）の元メンバーであるチェザーレ・バッティスティは、アイデンティタリアンの活動家たちの標的となった。バッティスティはその後、国外追放の危機に瀕し、その後、PACによって殺害されたリノ・サバディンの息子とのインタビューが出版された。2006年4月、依然逃亡中であったチェザーレ・バッティスティは、リヴァージュ社とグラッセ社から『Ma Cavale』という本を出版した。その中で彼は、BIが彼を「攻撃する」ためにイタリア大使館から資金提供を受けていたと特に非難している。

### アイデンティタリアン・スープ
2003年か2004年以来、この運動は、直接的または衛星・友好団体を通じて、ホームレスにアイデンティタリアン・スープを配布する活動を組織または支援している。このアイデンティタリアン・スープの原則は豚肉を含むことであり、その結果、ユダヤ教徒とイスラム教徒の信者は排除される。これらの配布は、フランスのいくつかの都市とベルギーで行われている。ストラスブールではAlsace d'abordに近いSolidarité alsacienne集団が、ニースではSoulidarietà協会が、パリではSolidarité des Français (SDF) 協会が、ベルギーではブリュッセルでRenaissance sociale協会が、アントウェルペンでVlaams Belangに近いAntwerpse Solidariteit協会が実施している。
2006年の県令はパリでのこのスープの配布を禁止し、2007年には国家評議会によって確認されたが、配布は2010年も継続された。BIに近い団体、Solidarité des Françaisは、配布が一度も停止しなかったことを確認している。協会の弁護士は、豚肉を拒否する人々には「他の食べ物が提供される」と述べ、デザートの例を挙げ、ムスリムの証言を添付しているが、協会のウェブサイトには「スープなし、デザートなし、我々を優先、他者を後に」と記されている。
フランスで巻き起こった論争を受けて、パリ警視庁は、公共秩序を乱す危険があるとして、2006年12月28日からアイデンティタリアン・スープを禁止することを決定した。差し止め命令を受け、行政裁判所は、この配布が明らかに差別的な性格を持つことを認めつつも、その禁止によって集会の自由が侵害されることは正当化されないとして、この決定を一時停止した。当時の内務大臣ニコラ・サルコジは、当時のパリ市長ベルトラン・ドラノエの支持を受けて、国家評議会に上訴した。国家評議会は、2007年1月5日付の差し止め判事の命令によって、第一審の命令を取り消し、サルコジの主張を認めた。国家評議会は、差別的な性格が明確に確立されているにもかかわらず、禁止が不釣り合いであると行政裁判所が主張したことは矛盾していると判断した。2009年6月16日に下され、2009年7月6日に公表された決定により、欧州人権裁判所は、欧州人権条約の第6条、第9条、第11条に基づくSolidarité des Françaisの訴えを、明白な根拠の欠如を理由に却下した。欧州人権裁判所にとって、パリ警視庁は「豚肉を含む食品の公道での配布を目的とした集会が、その明白に差別的なメッセージと、提案された援助を奪われる人々の信念を侵害する性質から、公共秩序を乱す危険があり、その禁止のみがこれを回避できると正当に判断した」。
フィナンシャル・タイムズのインタビューで、Solidarité des Françaisの会長であるオディール・ボンニヴァール（元共和国運動党員）は、BIとの所属を公言している。彼女は、フランスの傾向として、自らの文化や文明を共有する人々を犠牲にして、外国人のニーズを優先していると主張し、イスラム教徒やユダヤ教徒のホームレスは彼女のスープを食べる必要はなく、彼らを養うことができる他の組織が存在すると述べた。雑誌『Minute』で、彼女は自らの行動を次のように説明している。「我々は『我々自身』を『他の人々』よりも優先して助けることを決定した」。
法的には、このような発言は、配布者がその言葉を使用していないとしても、配布の差別的な性質が主張されていることを確認するものである。

## 指導者
全国代表：ファブリス・ロベール（元国民戦線当選者、元国民共和運動党員）とジャン＝ダヴィッド・カタン。
執行委員会は2012年春に大幅に刷新され、若手アイデンティタリアン運動の代表者数名が加わった。以下のメンバーで構成されている。
- ファブリス・ロベール（レ・ザンティテール会長）
- トリスタン・ロナルク（レ・ザンティテール）
- シモン・シャルル（レ・ザンティテール）
- セバスチャン・ルー（レ・ザンティテール）
- ピエール・ロベソン（Maisons de l'identité）
- ギヨーム・ロッティ（レ・ザンティテール）
- ジョルジュ・グルダン（レ・ザンティテール）
- エミリー・カッセル（レ・ザンティテール）
- ドミニク・レスクール（レ・ザンティテール）
- ダミアン・リウー（GI）
- クリストフ・パコット（レ・ザンティテール）
- ブノワ・ロイエ（Nissa Rebela）
- アルバン・フェラーリ（GI）

元指導者：フィリップ・ミリオ（TV Libertés会長）

## 会員
BIは、2009年に2,000人の会員を主張していた。

## 関連組織
レ・ザンティテールは、人道的・社会的活動を目的とする複数の協会を支配している。欧州囚人相互扶助委員会、Solidarité des Français、Soulidarietà。Kerkant、Nissa Rebela、Ligue du Midi、Jeune Bretagne、Alsace d'abordなどの複数の地域主義的政治文化組織もBIに近い。
これらの協会の一部（Jeune Bretagne、Alsace d'Abord、Ligue du Midi、Ligue francilienne）は、2012年にBIから分裂し、リシャール・ルーディエが率いるRéseau Identitésを設立した。しかし、これは2016年に自己解散した。
この運動は、Terre et Peuple協会と共に、白人協会代表評議会を設立した。ベルギー（Mouvement Nationやフラームス・ベランフなど）、スペイン、イタリア、ポルトガル、スイスのアイデンティタリアン運動と密接な関係を維持している。
BIは、年次で開催されるアイデンティタリアン欧州運動の招待者が集まるアイデンティタリアン大会の起源である。アイデンティタリアン大会は2007年にブルゴーニュ地方のボーヌで初めて開催された。10月17日と18日にオランジュ公の宮殿で開かれた会議には、スイスのドミニク・ベティヒ、スペインのジュゼップ・アングラダ（カタルーニャのためのプラットフォーム会長）とエドゥアルド・ヌニェス（アイデンティタリアン集会会長）、ポルトガルのCausa Identitària、オーストリアFPÖを代表するアンドレアス・メルツァー（欧州議会議員）が招待された。イタリアの北部同盟はマリオ・ボルゲーシオを派遣した。この大会では、「政権与党」であるスイスのUDCとイタリアの北部同盟の代表者の出席が発表された。イヴ＝マリー・ローランも招待された。この会議で、この運動は定款上政党となることを発表した。

### Novopress.info
この運動は、自らを「国際通信社」と称するウェブサイトNovopress.infoの起源である。その責任者には、メグレ主義者で元統一急進派指導者のファブリス・ロベール、および元青年国民戦線指導者のギヨーム・リュイトが含まれている。パトリック・ゴフマンはNovopress.info（フランス語版）の編集者の一人である。

### 音楽レーベル
この運動はまた、音楽レーベル「Alternative-s」の起源でもある。

### 青年アイデンティタリアン
青年アイデンティタリアンの創設者はフィリップ・ヴァルドンである。この運動の指導委員会は、アドリアン・エーベール、ガエタン・ジャリー、ジャン＝ダヴィッド・カタンで構成されていた。
設立当初、この運動は青年アイデンティタリアンを「その青年運動」と称していた。青年アイデンティタリアンの公式サイトのドメイン名は、「Nos racines」によって登録されており、これはBI（およびNovopress、Nissa Rebela、Ligue du Midi、Expulsion sans frontières、La maioun、Soulidarietàの各サイト）と同じ郵便受けを使用している。
2007年12月17日、ニース地方裁判所は、青年アイデンティタリアンが、2002年に政府によって解散された統一急進派の派生であると判断した。そのため、JIは20,000ユーロの罰金を科され、その元会長フィリップ・ヴァルドンは4ヶ月の執行猶予付き禁固と10,000ユーロの罰金を言い渡された。2008年9月、エクス＝アン＝プロヴァンス控訴院は、この判決をさらに重くした。「解散したリーグの再結成」に対して、青年アイデンティタリアンに30,000ユーロの罰金、SOS人種差別協会とMRAPに1,100ユーロを支払うよう命じた。また、フィリップ・ヴァルドンから2年間公民権を剥奪し、再び4ヶ月の執行猶予付き禁固を言い渡した。ビラ配布に対しては、司法は合計16,000ユーロの罰金を課した。フィリップ・ヴァルドンとNissa Rebelaは破棄院に上訴したが、2010年1月に却下された。
「Une autre jeunesse」と呼ばれる組織も、2009年頃には存在していた。
2012年、この青年運動はGIの立ち上げとともに消滅した。

### ジェネラシオン・アイデンティテール
ジェネラシオン・アイデンティテール運動（GI）は2012年に設立された。同年の同運動の活動家たちは、ポワティエの大モスク建設現場を占拠した。彼らはモスク建設と移民に関する住民投票の実施を求め、シャルル・マルテルを標榜した。この行動により、7人が起訴された。2017年、ポワティエ軽罪裁判所は、5人の活動家に対し、「人種的または宗教的差別の扇動」および「集団による他者への財産毀損」の罪で1年の執行猶予付き禁固刑を言い渡し、GIには10,000ユーロの罰金と24,465ユーロの物的損害賠償を命じた。2020年6月、時効の中断を忘れたことを理由に、控訴審で全員無罪が言い渡された。
2010年代後半、GIはレ・ザンティテールから自立し、ダミアン・リウーやタイス・デスクフォンといった新しいメディアの顔ぶれが、この新しい団体に全国的な知名度を与えた。